# Knivsta kommun
Knivsta kommun är en kommun i Uppsala län. Centralort är Knivsta.
Kommunen tillhör storstadsområdet Stockholm-Uppsala. Dock har den låga befolkningstätheten gjort att kommunen även klassas som en landsbygdskommun, och ytan utgörs till stor del av odlingsmark. I början av 2020-talet dominerades näringslivet av tjänstesektorn. Andra betydelsefulla näringsgrenar var jordbruk, byggindustri och handel. 
Kommunen har en starkt växande befolkning. Efter valen på 2010-talet har kommunen haft skiftande styren. Mandatperioden 2018–2022 styrdes den av en blocköverskridande koalition.
Knivsta kommun har rankats som en av Sveriges 5 säkraste kommuner (av 290) i mer än ett decennium.

## Administrativ historik
Kommunens område motsvarar socknarna: Alsike, Husby-Långhundra, Knivsta, Lagga, Vassunda och Östuna. I dessa socknar bildades vid kommunreformen 1862 landskommuner med motsvarande namn.  
Vid kommunreformen 1952 sammanlades alla kommuner utom Husby-Långhundra i Knivsta landskommun. Husby-Långhundra landskommun uppgick då i Skepptuna landskommun.
1967 delades Skepptuna landskommun upp, och Husby-Långhundra uppgick då i Knivsta landskommun.
Knivsta landskommun uppgick vid kommunreformen 1971 i Uppsala kommun och området överfördes samtidigt från Stockholms län till Uppsala län. Knivsta kommun bildades 2003 genom en utbrytning ur Uppsala kommun av det området som före sammanslagningen 1971 utgjort Knivsta landskommun.
Kommunen ingår sedan bildandet i Uppsala domsaga.

## Geografi

### Topografi och hydrografi
Kommunen tillhör storstadsområdet Stockholm-Uppsala. Dock har den låga befolkningstätheten gjort att kommunen även klassas som en landsbygdskommun. År 2017 utgjordes en stor del av ytan av odlingsmark, totalt omkring 25-30 procent, ca 7 000 hektar. Utöver detta användes 900 hektar som betesmark. Landsbygden utanför Alsike  präglas av ett herrgårdslandskap som inkluderar ett flertal välbevarade och värdefulla gårdsmiljöer från 1600-, 1700- och 1800-talet. Centralorten är belägen i mötet mellan tre dalgångar. Dalgångarnas sluttningar och intilliggande skogsplatåer där Knivstaån, sjön Valloxen och Tomtasjön möts bidrar till ett  karakteristiskt landskap. I centralorten fanns ett fåtal parker, så som Särstaparken och Mejeriparken. Ett flertal mindre partier med skog fanns bevarade.

### Naturskydd
År 2017 hade kommunen omkring 700 hektar naturreservat och biotopskyddade områden.  Detta innebar att cirka fyra procent av kommunens yta var skyddad genom naturreservat, Natura 2000 eller biotopskydd. Detta var lägre än genomsnittet för riket där motsvarande siffra var 11 procent. Totalt fanns fyra naturreservat i Knivsta kommun – Kungshamn-Morga, Moralundsskiftet,  Rickebasta alsumpskog samt Gredelby hagar och Trunsta träsk.

### Administrativ indelning
Fram till 2016 var kommunen för befolkningsrapportering indelad i sex församlingar: Alsike, Husby-Långhundra, Knivsta, Lagga, Vassunda och Östuna.

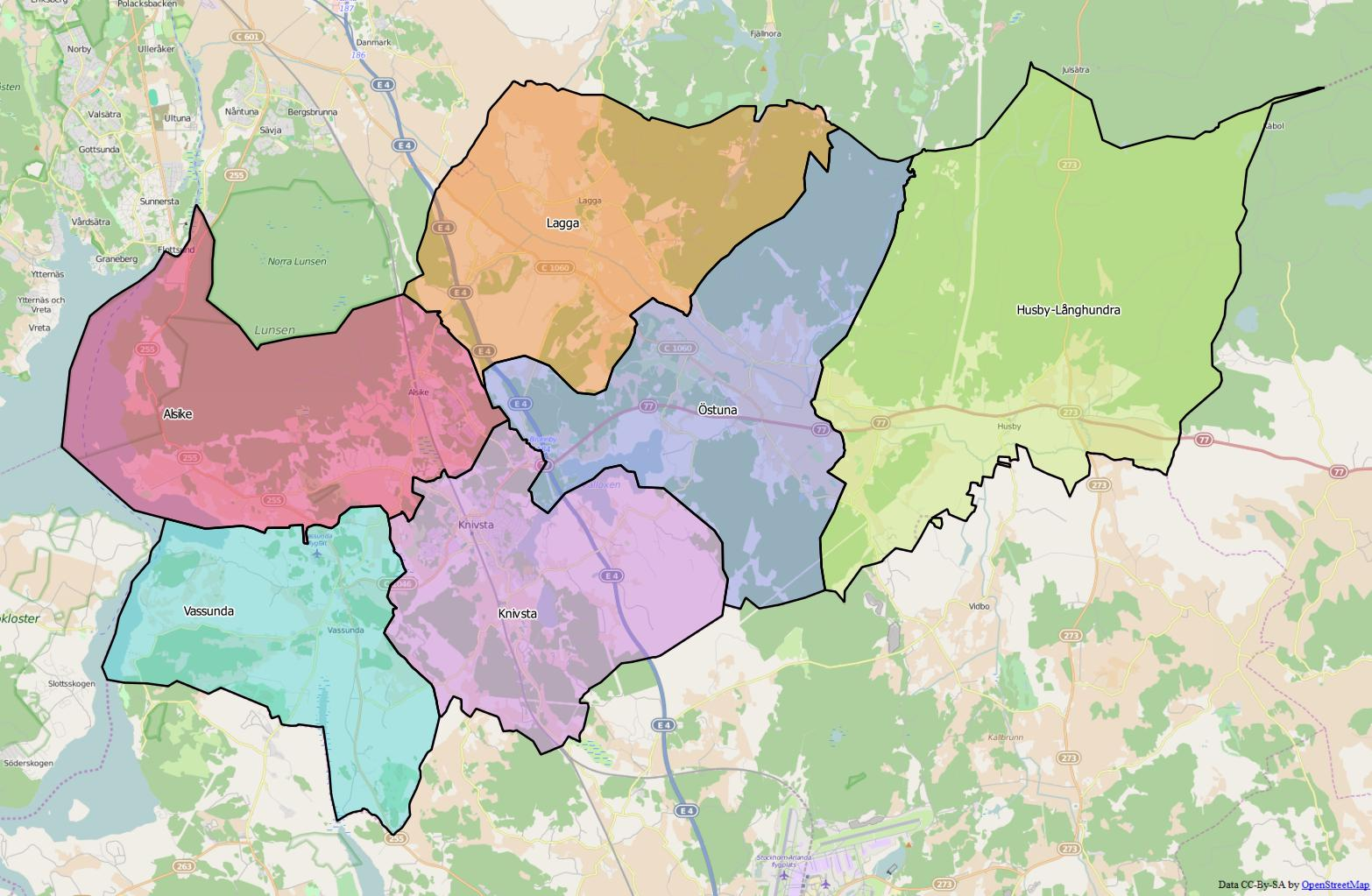
Distrikt (socknar) inom Knivsta kommun

Från 2016 indelas kommunen istället i sex  distrikt, vilka motsvarar de tidigare socknarna: Alsike, Husby-Långhundra, Knivsta, Lagga, Vassunda och Östuna.
År 2015 fanns fortfarande samma församlingar som vid årsskiftet 1999/2000, vilket distriktsindelningen är baserad på.

### Tätorter
År 2021 bodde 72,8 procent av kommunens invånare i någon av kommunens tätorter, vilket var lägre än motsvarande siffra för riket där genomsnittet var 87,6 procent. Vid Statistiska centralbyråns tätortsavgränsning 2020 fanns det tre tätorter i Knivsta kommun:
| Nr | Tätort  | Folkmängd | Storlek |
| -- | ------- | --------- | ------- |
| 1  | Knivsta | 8 593     | 433 ha  |
| 2  | Alsike  | 5 057     | 340 ha  |
| 3  | Edeby   | 255       | 59 ha   |

Centralorten är i fet stil.

## Styre och politik

### Styre
Mandatperioden 2010–2014 styrdes kommunen av Centerpartiet, Folkpartiet, Knivsta.nu, Kristdemokraterna och Moderaterna som samlade 21 av 31 mandat.
Efter valet fortsatte Alliansen att styra, men utan Knivsta.nu. Minoritetsstyret innebar ett samarbete med samtliga oppositionspartier utom Sverigedemokraterna. Gunnar Larsson, (Sd) kommenterade situationen "Det här är inte schysst mot väljarna. Det verkar som att de andra partierna röstar nej på alla våra förslag även när det är sånt som de själva egentligen är inne på. Det kan vara ett tecken på dumhet". Valet 2018 ledde till maktskifte och Centerpartiet, Moderaterna, Miljöpartiet, Socialdemokraterna och Vänsterpartiet bildade en politisk majoritet. Klas Bergström (M) motiverade det blocköverskridande samarbetet "Ur ett ideologiskt perspektiv är det givetvis en omöjlighet, men ur ett personligt perspektiv har det gått väldigt bra". Samtidigt meddelade Kristdemokraterna, Knivsta.Nu och Liberalerna att det ingår ett gemensamt oppositionssamarbete.

### Kommunfullmäktige

#### Presidium
| Presidium 2022–2026    | Presidium 2022–2026 | Presidium 2022–2026   |
| ---------------------- | ------------------- | --------------------- |
| Ordförande             | KNU                 | Victor Krusell        |
| Förste vice ordförande | KNU                 | Lisbeth Rye-Danjelsen |
| Andre vice ordförande  | V                   | Maria Fornemo         |

#### Mandatfördelning 2002–2022
| 2 | 8 |  | 4 | 3 | 4 | 2 | 7 |

| 16 | 15 |

|  | 8 |  | 4 | 3 | 3 | 2 | 9 |

| 19 | 12 |

|  | 6 | 2 | 5 |  | 3 | 3 |  | 9 |

| 17 | 14 |

| 2 | 6 | 2 | 4 | 2 | 3 |  | 3 | 8 |

| 17 | 14 |

|  | 5 | 2 | 5 | 4 | 3 | 2 | 4 | 5 |

| 18 | 13 |

| 2 | 5 |  | 9 | 4 | 2 |  | 3 | 4 |

| 20 | 11 |

För valresultat före 2002, se tidigare kommuntillhörighet; Uppsala kommun.

### Nämnder

#### Kommunstyrelse
Kommunstyrelsen har totalt nio ledamöter. Under Kommunstyrelsen finns två utskott. Dessa är ett arbetsutskottet och ett kultur- och fritidsutskott.
| Presidium 2022–2026    | Presidium 2022–2026 | Presidium 2022–2026 |
| ---------------------- | ------------------- | ------------------- |
| Ordförande             | KNU                 | Matilda Hübinette   |
| Förste vice ordförande | KD                  | Mimmi Westerlund    |
| Andre vice ordförande  | M                   | Thor Övrelid        |

#### Övriga nämnder
Kommunen har fem egna nämnder och tre  kommungemensamma. De fem egna nämnderna är: bygg- och miljönämnden, samhällsutvecklingsnämnden, socialnämnden, utbildningsnämnden och valnämnden. Överförmyndarnämnden är gemensam för alla kommuner i länet medan IT-nämnden är gemensam för kommunerna Knivsta, Tierp, Heby, Älvkarleby och Östhammar. Lönenämnden är gemensam för kommunerna Knivsta, Tierp och Älvkarleby.
| Nämnd                      | Ordförande | Ordförande           | Vice ordförande | Vice ordförande  | Andre vice ordförande | Andre vice ordförande    |
| -------------------------- | ---------- | -------------------- | --------------- | ---------------- | --------------------- | ------------------------ |
| Bygg- och miljönämnden     | KNU        | Ivan Krezic          | KNU             | Mattias Norrby   | C                     | Boo Östberg              |
| Samhällsutvecklingsnämnden | KNU        | Mikael Rye-Danjelsen | KD              | Mimmi Westerlund | M                     | Anna Holmqvist Boulonois |
| Socialnämnden              | KD         | Oscar Hahne          | SD              | Monika Lövgren   | S                     | Gunnar Orméus            |
| Utbildningsnämnden         | KNU        | Pierre Janson        | KD              | Oscar Hahne      | M                     | Bengt-Ivar Fransson      |
| Valnämnden                 | KD         | Per Lindström        | S               | Marcus Österman  |                       |                          |

### Vänorter
Knivsta kommun skrev, den 20 november 2008, vänortsavtal med Jomala, en kommun i landskapet Åland i Finland. Jomala blev därmed den första vänorten för Knivsta kommun.
- Jomala, Åland

## Ekonomi och infrastruktur

### Näringsliv
Från början av 1900-talet och fram till 1960-talet dominerades det lokala näringslivet av industrier. Omkring 1970 blev dock antalet tjänstemän bosatta i området som idag utgör kommunen fler än antalet industriarbetare.
I början av 2020-talet dominerades näringslivet av tjänstesektorn. Andra betydelsefulla näringsgrenar var jordbruk, byggindustri och handel. Kommunen är en typisk pendlingskommun där en stor del av arbetsmarknaden ligger utanför kommunen. Bland utpendlarna var de viktigaste arbetsplatserna i Uppsala, främst Akademiska sjukhuset och universiteten, och i Sigtuna kommun (Arlandaområdet). Dessutom var inpendlingen till kommunen stor. Största arbetsgivaren var kommunen med över 1 000 anställda. De flesta företag i kommunen småföretag - en- eller tvåmansföretag - inom  skilda branscher men primärt inom tjänstesektorn.

### Infrastruktur

#### Transporter
Följande större vägar går genom kommunen:
- Europaväg E4 mellan Haparanda och Helsingborg i nord-sydlig riktning.
- Väg 77 mellan Knivsta och Norrtälje i öst-västlig riktning.
- Väg 255 mellan Uppsala och Märsta i nord-sydlig riktning.
- Väg 273 mellan Märsta och Spånga (Alunda) i nord-sydlig riktning i östra delen av kommunen.

I samband med ökad bebyggelse på västra sidan om järnvägen hölls en folkomröstning 1985 om byggandet av Gredebyleden mellan Knivsta centrum och E4:an. Ett nekande resultat ledde till ett nytt förslag om dragning 1986 och kom att byggas 1989.
Ostkustbanan går igenom kommunen och en järnvägsstation finns i Knivsta, och en ny järnvägsstation planeras i Alsike. Mälartåg och SJ trafikerar stationen på linjen Uppsala-Stockholm, och SL trafikerar stationen med pendeltåg till Uppsala och Stockholm/Södertälje.
Knivsta har bussar till flera platser utanför kommunen, bl.a. Arlanda, Norrtälje, Sigtuna och Uppsala. Bussarna körs av UL, förutom bussen till Norrtälje som körs av SL.
År 1865 påbörjades bygget Norra stambanans bandel mellan Stockholm och Uppsala. En del förlades genom Knivsta socken och järnvägsstationen byggdes på jordbruksmark.

#### Utbildning
År 2022 fanns nio grundskolor som drevs i kommunal regi. Av dessa var två belägna på landsbygden och de resterande sju fanns i tätorterna Knivsta och Alsike. Sjögrenska gymnasiet var den enda gymnasieskola I kommunen och erbjöd yrkesförberedande program. Samma år hade gymnasiet omkring 100 elever varav 40 från kommunen. Resterande 900 gymnasieelever studerade i annan kommun, en stor andel i Uppsala.
År 2021 hade 37,5 procent i åldersgruppen 25-64 år minst 3 års eftergymnasial utbildning. Detta var högre än genomsnittet för riket där motsvarande siffra var 28,6 procent.

## Befolkning

### Demografi

#### Befolkningsutveckling
Kommunen har 21 193 invånare (31 december 2024), vilket placerar den på 120:e plats avseende folkmängd bland Sveriges kommuner.
| Befolkningsutvecklingen i Knivsta kommun 2002–2020 | Befolkningsutvecklingen i Knivsta kommun 2002–2020 | Befolkningsutvecklingen i Knivsta kommun 2002–2020 | Befolkningsutvecklingen i Knivsta kommun 2002–2020 | Befolkningsutvecklingen i Knivsta kommun 2002–2020 |
| -------------------------------------------------- | -------------------------------------------------- | -------------------------------------------------- | -------------------------------------------------- | -------------------------------------------------- |
|                                                    |                                                    |                                                    |                                                    |                                                    |
| År                                                 |                                                    |                                                    | Folkmängd                                          |                                                    |
| 2002                                               | 2002                                               |                                                    | 12 586                                             |                                                    |
| 2005                                               | 2005                                               |                                                    | 13 324                                             |                                                    |
| 2010                                               | 2010                                               |                                                    | 14 724                                             |                                                    |
| 2015                                               | 2015                                               |                                                    | 16 869                                             |                                                    |
| 2020                                               | 2020                                               |                                                    | 19 106                                             |                                                    |

## Kultur

### Kulturarv
På landsbygden i Knivsta finns många värdefulla kulturmiljöer. Bland annat finns välbevarade herrgårdslandskap och torp kring sjön Valloxen och utmed Mälarens stränder. År 2022 fanns tre byggnadsminnen i kommunen – Flottsunds fyr, Krusenbergs herrgård och Skottsila mönsterskrivarboställe.

### Kommunvapen
Blasonering: I rött fält en krona över ett treberg, allt av guld.
Knivsta kommunvapen syftar på "Mora stenar" och antogs och registrerades för den nya Knivsta kommun som bildades år 2003. Kommunvapnet togs fram i en informell omröstning inför bildandet av den nya kommunen och det antagna vapnet lämnades in av skoleleven Jacob Blumenthal i Knivsta.